# Amtsgericht Brotterode
Das Amtsgericht Brotterode (bis 1867 Justizamt Brotterode) war ein von 1822 bis 1949 existierendes Gericht der ordentlichen Gerichtsbarkeit mit Sitz im seit 1944 thüringischen Brotterode.

## Geschichte
Das aus Brotterode und dem kurhessischen Anteil an Kleinschmalkalden bestehende Amt Brotterode war sowohl eine untere Verwaltungsbehörde als auch ein erstinstanzliches Gericht im Kurfürstentum Hessen. Als es dort am 1. Januar 1822 zur Trennung von Verwaltung und Justiz kam, bildete man aus dem bisherigen Amt Brotterode, den Orten Elmenthal, Herges-Vogtei sowie Laudenbach aus dem Amt Herrenbreitungen und Auwallenburg aus dem Amt Schmalkalden das nun ausschließlich als Untergericht fungierende Justizamt Brotterode. In Folge der Annektierung Kurhessens durch Preußen im Deutschen Krieg 1866 kam es zu einer grundlegenden Neuordnung der dortigen Gerichtsverfassung. Die bisherigen Justizämter, Obergerichte und das Oberappellationsgericht Cassel wurden aufgehoben und durch Amtsgerichte in erster, Kreisgerichte in zweiter und ein Appellationsgericht in dritter Instanz ersetzt. War es zunächst geplant, das Justizamt Brotterode ganz aufzulösen und dem Bezirk des Amtsgerichtes Schmalkalden zuzulegen, so verordnete der preußische Justizminister am 11. September 1867 die Umwandlung des bisherigen Justizamts in das Amtsgericht Brotterode. Gehörte dieses Amtsgericht anfangs noch zum Bezirk des Kreisgerichtes Rotenburg, so kam es anlässlich des Inkrafttretens des Gerichtsverfassungsgesetzes am 1. Oktober 1879 zum Wechsel in den Bezirk des thüringischen Landgerichts Meiningen. Der Bezirk des Amtsgerichts Brotterode selbst änderte sich jedoch nur dahingehend, dass nun ganz Kleinschmalkalden dazugehörte. Zum 1. Januar 1883 vergrößerte sich der Brotteroder Amtsgerichtsbezirk noch um den Ort Trusen.
Am 1. Oktober 1949 erfolgte die Aufhebung des Amtsgerichtes Brotterode und die Zuteilung seines gesamten Bezirkes an das Amtsgericht Schmalkalden.